# Аліція Ядвіга Котовська
У Вікіпедії є статті про інших людей з прізвищем Котовський.
Аліція Ядвіга Котовська (пол. Alicja Jadwiga Kotowska, урод. Марія Ядвіга Котовська; 1899–1939) — польська черниця, блаженна з числа 108 польських мучеників, настоятелька Конгрегації Сестер Воскресіння у Вейгерово в 1934–1939 роках.

## Біографія
Народилася 1899 року в сім'ї Яна Котовського та Зофії (уроджена Барська). У 1918 році вона вступила до Польської військової організації. Будучи студенткою медичного факультету Варшавського університету, служила медсестрою Червоного Хреста під час Першої світової війні У 1920 році служила медсестрою у військових лікарнях. У 1924 році розпочала навчання на математико-природничому факультеті, який закінчила зі ступенем магістра біології  . За допомогу на фронті була нагороджена хрестом Polonia Restituta (у 1932 році).
29 липня 1922 року вона вступила до монастиря Конгрегації Сестер Воскресіння, прийнявши ім'я Аліція. 30 квітня 1929 року Котовська захистила кандидатську дисертацію з хімії . Вона почала працювати викладачем, і, отримавши необхідну кваліфікацію, стала настоятелькою монастиря у Вейгерово.
24 жовтня 1939 року Аліцію Котовську заарештовало гестапо. Через три тижні її розстріляли німці в П'ясницьких лісах, під час великої страти 11 листопада 1939 року. Того дня її востаннє бачили у в'язничному дворі, коли вона сідала у вантажівку з групою єврейських дітей, яких вона тримала за руки, підбадьоруючи їх. Тоді було розстріляно 314 осіб. Тіло сестри Аліції ніколи не було знайдено, але під час повоєнних ексгумацій з однієї з могил у П'ясниці (могила № 7) було знайдено вервицю, яку носили на поясі сестри Воскресіння.
Беатифікована папою Іваном Павлом ІІ у Варшаві 13 червня 1999 року в числі 108 польських мучеників, жертв Другої світової війни. День пам'яті — 12 червня.
Ім'ям блаженної названа одна з початкових шкіл у Вейгерово та гімназія сестер Воскресіння у Варшаві.